# Belgiens Grand Prix 1992
Belgiens Grand Prix 1992 var det tolfte av 16 lopp ingående i formel 1-VM 1992.

## Resultat
1. Michael Schumacher, Benetton-Ford, 10 poäng
2. Nigel Mansell, Williams-Renault, 6
3. Riccardo Patrese, Williams-Renault, 4
4. Martin Brundle, Benetton-Ford, 3
5. Ayrton Senna, McLaren-Honda, 2
6. Mika Häkkinen, Lotus-Ford, 1
7. JJ Lehto, BMS Scuderia Italia (Dallara-Ferrari)
8. Andrea de Cesaris, Tyrrell-Ilmor
9. Aguri Suzuki, Footwork-Mugen Honda
10. Eric van de Poele, Fondmetal-Ford
11. Karl Wendlinger, March-Ilmor
12. Emanuele Naspetti, March-Ilmor
13. Johnny Herbert, Lotus-Ford (varv 43, motor)
14. Mauricio Gugelmin, Jordan-Yamaha
15. Stefano Modena, Jordan-Yamaha
16. Gianni Morbidelli, Minardi-Lamborghini
17. Ukyo Katayama, Larrousse-Lamborghini
18. Bertrand Gachot, Larrousse-Lamborghini (40, snurrade av)

### Förare som bröt loppet
- Thierry Boutsen, Ligier-Renault (varv 27, snurrade av)
- Ivan Capelli, Ferrari (25, motor)
- Gabriele Tarquini, Fondmetal-Ford (25, motor)
- Michele Alboreto, Footwork-Mugen Honda (20, växellåda)
- Jean Alesi, Ferrari (7, punktering)
- Olivier Grouillard, Tyrrell-Ilmor (1, kollision)
- Gerhard Berger, McLaren-Honda (0, transmission)
- Pierluigi Martini, BMS Scuderia Italia (Dallara-Ferrari) (0, snurrade av)

### Förare som ej kvalificerade sig
- Christian Fittipaldi, Minardi-Lamborghini
- Roberto Moreno, Andrea Moda-Judd
- Perry McCarthy, Andrea Moda-Judd
- Erik Comas, Ligier-Renault